# West-Duits voetbalkampioenschap 1932/33
In 1932/33 werd het 26ste voetbalkampioenschap gespeeld dat georganiseerd werd door de West-Duitse voetbalbond.
Schalke 04 werd kampioen en Fortuna Düsseldorf vicekampioen. Beide clubs plaatsten zich voor de eindronde om de Duitse landstitel, net als VfL Benrath, dat als bekerwinnaar geplaatst was. Benrath verloor in de eerste ronde van TSV 1860 München. Schalke versloeg BFC Viktoria 1889, FSV Frankfurt en TSV 1860 München en plaatste zich voor de finale. Düsseldorf versloeg Vorwärts-RaSpo Gleiwitz (met 9-0), Arminia Hannover en Eintracht Frankfurt. In de finale bekampten Düsseldorf en Schalke elkaar. Düsseldorf won met 3-0 en werd landskampioen.
Na dit seizoen kwam de NSDAP aan de macht en werden alle regionale voetbalbonden opgeheven. De Gauliga werd ingevoerd als hoogste klasse.

## Deelnemers aan de eindronde
| Club                          | Gekwalificeerd als           |
| ----------------------------- | ---------------------------- |
| SpVgg Sülz 07                 | Rijnkampioen                 |
| Düsseldorfer TSV Fortuna 1895 | Kampioen van Bergisch-Mark   |
| FC Fortuna Kottenheim         | Kampioen van Middenrijn      |
| SV Hamborn 07                 | Kampioen van Nederrijn       |
| FC Schalke 04                 | Kampioen van Ruhr            |
| DSC Arminia Bielefeld         | Kampioen van Westfalen       |
| 1. SV 04 Borussia Fulda       | Kampioen van Hessen-Hannover |
| SuS Hüsten 09                 | Kampioen van Zuidwestfalen   |

## Eindronde

### Eerste Ronde
|               |                         |       |                       |        |
| 19 maart 1933 | 1. SV 04 Borussia Fulda | 5 - 1 | FC Fortuna Kottenheim | Kassel |
| 19 maart 1933 |                         |       |                       | Kassel |

|               |               |       |                               |        |
| 26 maart 1933 | SpVgg Sülz 07 | 0 - 7 | Düsseldorfer TSV Fortuna 1895 | Keulen |
| 26 maart 1933 |               |       |                               | Keulen |

|               |                       |       |               |           |
| 26 maart 1933 | DSC Arminia Bielefeld | 0 - 4 | SuS Hüsten 09 | Bielefeld |
| 26 maart 1933 |                       |       |               | Bielefeld |

|               |               |       |               |            |
| 26 maart 1933 | SV Hamborn 07 | 0 - 2 | FC Schalke 04 | Oberhausen |
| 26 maart 1933 |               |       |               | Oberhausen |

### Halve Finale
|              |                               |       |                         |            |
| 9 april 1933 | Düsseldorfer TSV Fortuna 1895 | 2 - 1 | 1. SV 04 Borussia Fulda | Düsseldorf |
| 9 april 1933 |                               |       |                         | Düsseldorf |

|              |               |       |               |          |
| 9 april 1933 | FC Schalke 04 | 5 - 1 | SuS Hüsten 09 | Gladbeck |
| 9 april 1933 |               |       |               | Gladbeck |

### Finale
|               |                               |       |               |          |
| 30 april 1933 | Düsseldorfer TSV Fortuna 1895 | 0 - 1 | FC Schalke 04 | Duisburg |
| 30 april 1933 |                               |       |               | Duisburg |